# Laís Elena
Laís Elena Aranha da Silva (Garça, 11 de março de 1943 - Santo André, 12 de março de 2019) foi uma jogadora de basquetebol brasileira.
Com a Seleção Feminina, conquistou medalha de Bronze no Mundial de basquete de 1971.
Laís foi diagnosticada com câncer de mama e faleceu em 12 de março de 2019, em Santo André, um dia após completar 76 anos.